# Doruchów (gmina)
Doruchów – gmina wiejska w województwie wielkopolskim, w powiecie ostrzeszowskim. W latach 1975–1998 gmina położona była w województwie kaliskim.
Siedziba gminy to Doruchów.
Według danych z 30 czerwca 2004 gminę zamieszkiwało 5116 osób. Natomiast według danych z 31 grudnia 2019 roku gminę zamieszkiwały 5383 osoby.
Obszar gminy wynosi 9933 ha, w tym 6479 ha użytków rolnych.

## Historia
Wśród burzliwych dziejów Doruchowa na uwagę zasługują następujące wydarzenia:
- 1699 – rok wielkiego głodu,
- 1710 – epidemia cholery
- 1793 – II rozbiór Polski – Prusy Południowe
- 1807 – włączony zostaje w skład Księstwa Warszawskiego, powiat ostrzeszowski z siedzibą w Wieruszowie.

Po kongresie wiedeńskim Doruchów znalazł się w granicach Wielkiego Księstwa Poznańskiego. W 1919 roku w czasie powstania wielkopolskiego walczył tutaj 11 Pułk Strzelców Wielkopolskich, dowodzony przez ppor. Stanisława Thiela.
W pierwszych dniach II wojny światowej żołnierze Wermachtu rozstrzelali 34 mieszkańców Torzeńca. W miejscu zbiorowego mordu władze gminy zorganizowały Izbę Pamięci. Od początku okupacji na mieszkańców okolicy spadły represje w postaci aresztowań, wysiedleń, wywłaszczeń, wywozu na roboty do Rzeszy, uwięzienia w obozach pracy i obozach koncentracyjnych. Przystąpiono do niemczenia polskich nazw miejscowości i ulic, zlikwidowano wszelkie polskie symbole narodowe, zamknięto większość kościołów katolickich, przeznaczając dla ludności polskiej tylko dwa: w Mikstacie i Doruchowie.
Gminę Doruchów utworzono 1 sierpnia 1934 roku, co przyczyniło się do znacznego rozwoju wsi. Z dniem 1 października 1954 roku obszar zniesionej kilka dni wcześniej gminy Doruchów wszedł w skład ówczesnego powiatu ostrzeszowskiego.
Doruchów i jego okolice oprócz bogatej historii mogą poszczycić się sporą liczbą zabytkowych obiektów, pomników przyrody, a także rezerwatami unikatowych roślin. Miejscem, które po dziś zachowało swój mroczny klimat, jest wyspa na stawie w parku, na której znajduje się piwnica ziemna uchodząca za więzienie czarownic. Nieopodal, przy drodze do Tokarzewa, wznosi się tzw. Wzgórze Czarownic, według tradycji miejsce spalenia 14 kobiet, niewinnie posądzonych o konszachty siłami nieczystymi. Był to proces najbardziej nagłośniony, w wyniku czego sejm 1776 roku zniósł karę śmierci za oskarżenie o czary. Film Diabli nadali zrealizowany w 1994 roku przez Ośrodek Telewizyjny w Katowicach opisuje tragiczne wydarzenia w Doruchowie w XVIII wieku – „spalenie czarownic”. W inscenizacji wydarzeń brali udział mieszkańcy Doruchowa. W tym samym ośrodku powstał też obraz pt. Torzeniec mówiący o zbrodniach Wehrmachtu na ziemi ostrzeszowskiej w pierwszych dniach września 1939 roku.

## Struktura powierzchni
Według danych z roku 2002 gmina Doruchów ma obszar 99,33 km², w tym:
- użytki rolne: 63%
- użytki leśne: 29%

Gmina stanowi 12,86% powierzchni powiatu.

## Demografia

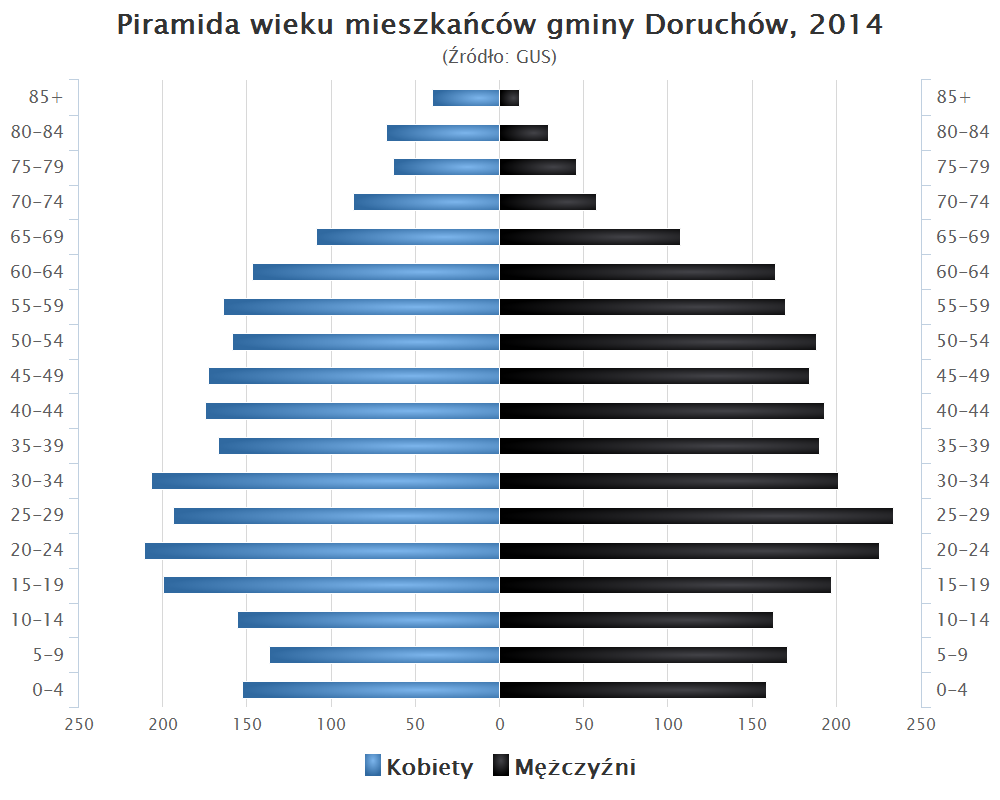
Piramida wieku mieszkańców gminy Doruchów w 2014 roku

Dane z 2015:
| Opis                              | Ogółem | Ogółem | Kobiety | Kobiety | Mężczyźni | Mężczyźni |
| --------------------------------- | ------ | ------ | ------- | ------- | --------- | --------- |
| Jednostka                         | osób   | %      | osób    | %       | osób      | %         |
| Populacja                         | 5346   | 100    | 2647    | 49,5    | 2699      | 50,5      |
| Gęstość zaludnienia [mieszk./km²] | 51,5   | 51,5   | 25,6    | 25,6    | 25,9      | 25,9      |

## Rezerwaty Przyrody
Jodły Ostrzeszowskie
– Na podstawie ustawy z dnia 7 kwietnia 1949 r. O ochronie przyrody (Dz.U. z 1949 r. nr 25, poz. 180) zarządza się co następuje:
Uznaje się za rezerwat przyrody pod nazwą „Jodły Ostrzeszowskie” obszar lasu o powierzchni 8,96 ha w Leśnictwie Pieczyska Nadleśnictwa Wanda, położony w miejscowości Godziętowy, w gromadzie Doruchów, w powiecie ostrzeszowskim, województwa wielkopolskiego. W skład rezerwatu wchodzi oddział lasu 108 d. 1 według oznaczeń przyjętych w planie urządzenia gospodarstwa leśnego na okres 1951-1960 r. Granice rezerwatu zostały oznaczone na mapie rezerwatu w skali 1:20 000, stanowiącej załącznik do odpowiedniej pozycji rejestru tworów przyrody poddanych pod ochronę. Rezerwat tworzy się w celu zachowania ze względów naukowych i dydaktycznych fragmentu boru mieszanego z udziałem jodły na krańcu jej zasięgu.
Pieczyska
– Na podstawie ustawy z dnia 7 kwietnia 1949 r. O ochronie przyrody (Dz.U. z 1949 r. nr 25, poz. 180) zarządza się co następuje:
Uznaje się za rezerwat przyrody pod nazwą. „Pieczyska” obszar lasu i śródleśnego torfowiska o powierzchni 5,00 ha w Leśnictwie Pieczyska Nadleśnictwa Państwowego Wanda, położonych w gromadzie Doruchów, w powiecie ostrzeszowskim, województwa wielkopolskiego. W skład rezerwatu wchodzi 106 oddział lasu poddziały f, l według oznaczeń przyjętych w planie urządzenia gospodarstwa leśnego na okres 1951-1960 r. Rezerwat tworzy się w celu zachowania w stanie naturalnym fragmentu lasu mieszanego ze stanowiskami jodły i świerka w pobliżu granic zasięgu oraz śródleśnego torfowiska z charakterystycznymi zespołami roślin bagiennych.

## Sąsiednie gminy
Galewice, Grabów nad Prosną, Kępno, Ostrzeszów, Wieruszów